# 渡辺真良
渡辺 真良（わたなべ まさよし、1913年12月22日 - 2003年8月29日）は、広島県出身の実業家。ゼットの実質的な創業者。

## 経歴
1931年大阪市立東商業高校卒業後、袋物を製造・販売していた父の事業・渡辺粱三商店を継ぐ。スポーツ用品を順調に拡大させたが戦争で中断。軍需産業も手がけ、戦後はスポーツ用品に特化した。1950年に総合運動用品取扱商社として「渡辺運動用品株式会社」を設立。特に野球用品のグラブ、バット、スパイクシューズの製造供給は、当時のプロ野球、高校野球の復活に大いに貢献した。1967年「渡辺株式会社」と社名を変更。
野球用具を中心とした総合スポーツ用品メーカーとして事業を拡大、個人商店を一代で大証二部上場企業に育て上げた。1980年、現在の「ゼット株式会社」へ社名を変更、1986年まで社長を務めた。現在は二男・泰男が社長を務めている。